# Campillos-Paravientos
Campillos-Paravientos est une municipalité espagnole de la province de Cuenca, dans la région autonome de Castille-La Manche.